# 모놀리스 소프트
모놀리스 소프트(일본어: モノリスソフト 모노리스소흐토[*], 영어: Monolith Software Inc.)는 일본에 위치한 가정용 게임 소프트웨어의 기획, 개발, 제작을 하는 비디오 게임 개발사이다. 1999년 타카하시 테츠야가 남코의 창업자 나카무라 마사야의 원조로 설립했다. 본래 남코(이후 반다이 남코)의 자회사였으나 2007년 닌텐도가 매입한 후 현재까지 자회사로 두고 있다.
모놀리스가 개발한 첫 작품은 이전 타카하시가 스퀘어에서 기획했던 《제노기어스》의 정신적 후속작 《제노사가》 시리즈였다. 그 외에 플레이스테이션 2 플랫폼으로 《바텐 카이토스》, 《남코 × 캡콤》를 개발했다. 닌텐도의 인수 후에는 《제노블레이드 크로니클스》 시리즈를 개발했다.

## 게임

### 주요 개발
| 연도 | 제목                                            | 플랫폼           | 배급사                                          | 각주        |
| ---- | ----------------------------------------------- | ---------------- | ----------------------------------------------- | ----------- |
| 2002 | 제노사가 에피소드 I                             | 플레이스테이션 2 | 남코                                            |             |
| 2003 | 바텐 카이토스: 끝나지 않는 날개와 잃어버린 바다 | 게임큐브         | 남코                                            | [ 4 ]       |
| 2004 | 제노사가 프릭스                                 | 플레이스테이션 2 | 남코                                            | [ 5 ]       |
| 2004 | 제노사가 에피소드 II                            | 플레이스테이션 2 | 일본, 북미: 남코 유럽: 소니 컴퓨터 엔터테인먼트 |             |
| 2004 | 제노사가 에피소드 II                            | 플레이스테이션 2 | 일본, 북미: 남코 유럽: 소니 컴퓨터 엔터테인먼트 |             |
| 2004 | 제노사가: 파이드 파이퍼                         | 모바일           | 남코                                            | [ 6 ] [ 7 ] |
| 2005 | 남코 × 캡콤                                     | 플레이스테이션 2 | 남코                                            |             |
| 2006 | 바텐 카이토스 II: 시작의 날개와 신들의 사자     | 게임큐브         | 닌텐도                                          | [ 8 ]       |
| 2006 | 제노사가 I & II                                 | 닌텐도 DS        | 남코                                            | [ 7 ]       |
| 2006 | 제노사가 에피소드 III                           | 플레이스테이션 2 | 반다이 남코 게임스                              |             |
| 2008 | 소마 브링어                                     | 닌텐도 DS        | 닌텐도                                          |             |
| 2008 | 무한의 프론티어: 슈퍼로봇대전 OG 사가           | 닌텐도 DS        | 일본: 반다이 남코 게임스 북미: 아틀러스         | [ 9 ]       |
| 2008 | 디재스터: 데이 오브 크라이시스                  | Wii              | 닌텐도                                          |             |
| 2009 | 드래곤볼 카이: 사이어인 내습                    | 닌텐도 DS        | 남코 반다이 게임스                              |             |
| 2010 | 무한의 프론티어 익시드: 슈퍼로봇대전 OG 사가    | 닌텐도 DS        | 남코 반다이 게임스                              |             |
| 2010 | 제노블레이드 크로니클스                         | Wii              | 닌텐도                                          |             |
| 2012 | 프로젝트 크로스 존                              | 닌텐도 3DS       | 남코 반다이 게임스                              | [ 10 ]      |
| 2015 | 제노블레이드 크로니클스 X                       | Wii U            | 닌텐도                                          |             |
| 2015 | 프로젝트 크로스 존 2                            | 닌텐도 3DS       | 반다이 남코 엔터테인먼트                        |             |
| 2017 | 제노블레이드 크로니클스 2                       | 닌텐도 스위치    | 닌텐도                                          |             |
| 2018 | 제노블레이드 크로니클스 2: 황금의 나라 이라     | 닌텐도 스위치    | 닌텐도                                          | [ 11 ]      |
| 2020 | 제노블레이드 크로니클스 디피니티브 에디션       | 닌텐도 스위치    | 닌텐도                                          |             |
| 2022 | 제노블레이드 크로니클스 3                       | 닌텐도 스위치    | 닌텐도                                          |             |

### 보조 개발
| 연도 | 제목                                     | 플랫폼           | 배급사        | 각주   |
| ---- | ---------------------------------------- | ---------------- | ------------- | ------ |
| 2006 | 켈베로스의 만가: 파이널 판타지 VII       | 플레이스테이션 2 | 스퀘어 에닉스 | [ 3 ]  |
| 2008 | 대난투 스매시브라더스 X                  | Wii              | 닌텐도        |        |
| 2011 | 젤다의 전설 스카이워드 소드              | Wii              | 닌텐도        | [ 12 ] |
| 2012 | 튀어나와요 동물의 숲                     | 닌텐도 3DS       | 닌텐도        |        |
| 2013 | 피크민 3                                 | Wii U            | 닌텐도        |        |
| 2013 | 젤다의 전설 신들의 트라이포스 2          | 닌텐도 3DS       | 닌텐도        |        |
| 2015 | 스플래툰                                 | Wii U            | 닌텐도        |        |
| 2015 | 동물의 숲 해피 홈 디자이너               | 닌텐도 3DS       | 닌텐도        |        |
| 2017 | 젤다의 전설 브레스 오브 더 와일드        | 닌텐도 스위치    | 닌텐도        |        |
| 2017 | 젤다의 전설 브레스 오브 더 와일드        | Wii U            | 닌텐도        |        |
| 2017 | 스플래툰 2                               | 닌텐도 스위치    | 닌텐도        |        |
| 2020 | 모여봐요 동물의 숲                       | 닌텐도 스위치    | 닌텐도        | [ 13 ] |
| 2023 | 젤다의 전설 브레스 오브 더 와일드 후속작 | 닌텐도 스위치    | 닌텐도        |        |

## 참조

### 내용주
1. ↑  2020년 기준, 도쿄도 메구로구에 2채, 시나가와구에 1채, 교토 시모교구에 1채 위치

1. 1 2  트라이크레센도와 공동개발.
2. ↑  남코 모바일과 공동개발.
3. 1 2  톰 크레이트와 공동개발.
4. 1 2 3  반프레스토와 공동개발.
5. ↑  스퀘어 에닉스에게 제작 협찬.
6. ↑  닌텐도의 《대난투 스매시브라더스 X》 애드혹 개발진에게 제작 협찬.
7. 1 2 3 4 5 6  닌텐도 정보개발본부에게 제작 협찬.
8. 1 2 3 4  닌텐도 기획제작본부에게 제작 협찬.